# Amegilla candidella
Amegilla candidella är en biart som först beskrevs av Hermann Priesner 1957.  Amegilla candidella ingår i släktet Amegilla och familjen långtungebin. Inga underarter finns listade i Catalogue of Life.